# Matković Mala
Matković Mala – wieś w Chorwacji, w żupanii brodzko-posawskiej, w gminie Podcrkavlje. W 2011 roku liczyła 26 mieszkańców.